# GPR39
GPR39 (англ. G protein-coupled receptor 39) – білок, який кодується однойменним геном, розташованим у людей на короткому плечі 2-ї хромосоми.  Довжина поліпептидного ланцюга білка становить 453 амінокислот, а молекулярна маса — 51 329.
| 10         |  | 20         |  | 30         |  | 40         |  | 50         |
| ---------- |  | ---------- |  | ---------- |  | ---------- |  | ---------- |
| MASPSLPGSD |  | CSQIIDHSHV |  | PEFEVATWIK |  | ITLILVYLII |  | FVMGLLGNSA |
| TIRVTQVLQK |  | KGYLQKEVTD |  | HMVSLACSDI |  | LVFLIGMPME |  | FYSIIWNPLT |
| TSSYTLSCKL |  | HTFLFEACSY |  | ATLLHVLTLS |  | FERYIAICHP |  | FRYKAVSGPC |
| QVKLLIGFVW |  | VTSALVALPL |  | LFAMGTEYPL |  | VNVPSHRGLT |  | CNRSSTRHHE |
| QPETSNMSIC |  | TNLSSRWTVF |  | QSSIFGAFVV |  | YLVVLLSVAF |  | MCWNMMQVLM |
| KSQKGSLAGG |  | TRPPQLRKSE |  | SEESRTARRQ |  | TIIFLRLIVV |  | TLAVCWMPNQ |
| IRRIMAAAKP |  | KHDWTRSYFR |  | AYMILLPFSE |  | TFFYLSSVIN |  | PLLYTVSSQQ |
| FRRVFVQVLC |  | CRLSLQHANH |  | EKRLRVHAHS |  | TTDSARFVQR |  | PLLFASRRQS |
| SARRTEKIFL |  | STFQSEAEPQ |  | SKSQSLSLES |  | LEPNSGAKPA |  | NSAAENGFQE |
| HEV        |  |            |  |            |  |            |  |            |

A: Аланін

C: Цистеїн

D: Аспарагінова кислота

E: Глутамінова кислота

F: Фенілаланін

G: Гліцин

H: Гістидин

I: Ізолейцин

K: Лізин

L: Лейцин

M: Метіонін

N: Аспарагін

P: Пролін

Q: Глутамін

R: Аргінін

S: Серин

T: Треонін

V: Валін

W: Триптофан

Кодований геном білок за функціями належить до рецепторів, g-білокспряжених рецепторів, білків внутрішньоклітинного сигналінгу, фосфопротеїнів. 
Задіяний у такому біологічному процесі як поліморфізм. 
Білок має сайт для зв'язування з іонами металів, іоном цинку. 
Локалізований у клітинній мембрані, мембрані.